# Campeonato Mundial de Atletismo de 2011 - Lançamento de dardo masculino
O lançamento de dardo masculino do Campeonato Mundial de Atletismo de 2011 foi disputada entre os adias 1 e 3 de setembro  no Daegu Stadium, em Daegu

## Recordes
Antes desta competição, os recordes mundiais e do campeonato nesta prova eram os seguintes:
| Tipo                  | Atleta      | Distância | Local    | Data                 | Ref |
| --------------------- | ----------- | --------- | -------- | -------------------- | --- |
|                       | Jan Zelezný | 98.48     | Jena     | 25 de maio de 1996   | ver |
| Recorde do campeonato | Jan Zelezný | 92.80     | Edmonton | 12 de agosto de 2001 | ver |

## Medalhistas
| Ouro                    | Prata                     | Bronze                   |
| Matthias de Zordo (GER) | Andreas Thorkildsen (NOR) | Guillermo Martínez (CUB) |

## Cronograma
| Data          | Hora  | Evento        |
| ------------- | ----- | ------------- |
| 1 de setembro | 19:00 | Primeira fase |
| 3 de setembro | 19:10 | Final         |

Todos os horários são horas locais (UTC +9)

## Resultados

### Primeira fase
Qualificação: Desempenho de qualificação 82,50 m (Q) ou pelo menos 12 melhores (q) avançam para a final. 
| Colocação | Grupo | Atleta                    | Nacionalidade  | Teste 1 | Teste 2 | Teste 3 | Resultado | Notas |
| --------- | ----- | ------------------------- | -------------- | ------- | ------- | ------- | --------- | ----- |
| 1         | A     | Guillermo Martínez        | Cuba           | 83.77   |         |         | 83.77     | Q     |
| 2         | A     | Dmitri Tarabin            | Rússia         | x       | 82.92   |         | 82.92     | Q     |
| 3         | B     | Stuart Farquhar           | Nova Zelândia  | 82.10   | x       | -       | 82.10     | q     |
| 4         | A     | Matthias de Zordo         | Alemanha       | 82.05   | 81.11   | x       | 82.05     | q     |
| 5         | B     | Fatih Avan                | Turquia        | 80.27   | 77.68   | 81.94   | 81.94     | q     |
| 6         | B     | Mark Frank                | Alemanha       | 80.96   | 81.93   | -       | 81.93     | q     |
| 7         | A     | Andreas Thorkildsen       | Noruega        | 79.36   | 80.85   | 81.83   | 81.83     | q     |
| 8         | A     | Vítězslav Veselý          | Chéquia        | 79.99   | 74.77   | 81.64   | 81.64     | q     |
| 9         | B     | Roman Avramenko           | Ucrânia        | 76.30   | x       | 81.46   | 81.46     | q     |
| 10        | B     | Sergey Makarov            | Rússia         | 81.42   | 80.18   | 78.33   | 81.42     | q     |
| 11        | A     | Jarrod Bannister          | Austrália      | 81.35   | x       | 75.91   | 81.35     | q     |
| 12        | B     | Antti Ruuskanen           | Finlândia      | 79.54   | 81.03   | 78.14   | 81.03     | q     |
| 13        | B     | Igor Janik                | Polónia        | 80.88   | 76.63   | 78.98   | 80.88     |       |
| 14        | B     | Ari Mannio                | Finlândia      | 74.09   | 80.27   | 79.31   | 80.27     |       |
| 15        | A     | Yukifumi Murakami         | Japão          | 80.19   | 78.04   | 74.93   | 80.19     |       |
| 16        | A     | Jakub Vadlejch            | Chéquia        | 68.32   | 80.08   | x       | 80.08     |       |
| 17        | A     | Tero Pitkämäki            | Finlândia      | 78.21   | 79.46   | 76.05   | 79.46     |       |
| 18        | B     | Chen Qi                   | China          | x       | 74.28   | 78.42   | 78.42     |       |
| 19        | A     | Scott Russell             | Canadá         | 76.47   | 77.49   | 74.23   | 77.49     |       |
| 20        | A     | Ēriks Rags                | Letônia        | 77.34   | x       | 76.23   | 77.34     |       |
| 21        | A     | Yervásios Filippídis      | Grécia         | 76.66   | 70.42   | 73.41   | 76.66     |       |
| 22        | B     | Leslie Copeland           | Fiji           | 76.57   | 74.54   | 73.82   | 76.57     |       |
| 23        | A     | Mihkel Kukk               | Estónia        | 73.21   | 72.10   | 76.42   | 76.42     |       |
| 24        | B     | Petr Frydrych             | Chéquia        | 75.38   | 76.18   | x       | 76.18     |       |
| 25        | B     | Vadims Vasiļevskis        | Letônia        | 74.67   | 75.23   | x       | 75.23     |       |
| 26        | B     | Gabriel Wallin            | Suécia         | 72.96   | 74.44   | 74.09   | 74.44     |       |
| 27        | B     | Arley Ibargüen            | Colômbia       | 73.22   | 74.02   | x       | 74.02     |       |
| 28        | B     | Alexandr Ivanov           | Rússia         | 73.81   | x       | x       | 73.81     |       |
| 29        | A     | Oleksandr Pyatnytsya      | Ucrânia        | 71.93   | 72.05   | 73.56   | 73.56     |       |
| 30        | B     | Spyridon Lebesis          | Grécia         | x       | 73.35   | 70.44   | 73.35     |       |
| 31        | A     | Matija Kranjc             | Eslovênia      | 73.17   | x       | -       | 73.17     |       |
| 32        | B     | Zigismunds Sirmais        | Letônia        | 70.20   | x       | 73.16   | 73.16     |       |
| 33        | A     | John Robert Oosthuizen    | África do Sul  | 69.65   | 73.14   | 72.79   | 73.14     |       |
| 34        | B     | Jung Sang-Jin             | Coreia do Sul  | 72.03   | x       | x       | 72.03     |       |
| 35        | A     | Ihab Abdelrahman El Sayed | Egito          | 71.99   | 68.00   | x       | 71.99     | SB    |
| 36        | A     | Rinat Tarzumanov          | Uzbequistão    | x       | 67.07   | 70.32   | 70.32     |       |
|           | A     | Mike Hazle                | Estados Unidos |         |         |         | DNS       |       |

### Final
A final foi iniciada as 19:10 
| Colocação         | Atleta              | Nacionalidade | Teste 1 | Teste 2 | Teste 3 | Teste 4 | Teste 5 | Teste 6 | Resultado | Notas |
| ----------------- | ------------------- | ------------- | ------- | ------- | ------- | ------- | ------- | ------- | --------- | ----- |
| Medalha de ouro   | Matthias de Zordo   | Alemanha      | 86.27   | 85.51   | -       | -       | 82.88   | 81.40   | 86.27     | SB    |
| Medalha de prata  | Andreas Thorkildsen | Noruega       | 80.75   | 80.46   | 80.60   | 84.78   | x       | 80.28   | 84.78     |       |
| Medalha de bronze | Guillermo Martínez  | Cuba          | 84.30   | 80.12   | 80.09   | 76.99   | -       | 78.69   | 84.30     |       |
| 4                 | Vítězslav Veselý    | Chéquia       | 81.19   | x       | 84.11   | 79.64   | 76.28   | x       | 84.11     | SB    |
| 5                 | Fatih Avan          | Turquia       | 78.24   | 83.34   | 78.96   | 79.87   | x       | 77.58   | 83.34     |       |
| 6                 | Roman Avramenko     | Ucrânia       | 82.51   | x       | 82.20   | 79.71   | 78.87   | x       | 82.51     |       |
| 7                 | Jarrod Bannister    | Austrália     | 82.25   | x       | -       | x       | 76.60   | x       | 82.25     | SB    |
| 8                 | Mark Frank          | Alemanha      | 78.78   | x       | 81.81   | 78.48   | 80.98   | 77.73   | 81.81     |       |
| 9                 | Antti Ruuskanen     | Finlândia     | x       | 79.46   | 79.06   |         |         |         | 79.46     |       |
| 10                | Dmitri Tarabin      | Rússia        | x       | 79.06   | x       |         |         |         | 79.06     |       |
| 11                | Stuart Farquhar     | Nova Zelândia | 78.99   | 75.18   | 77.13   |         |         |         | 78.99     |       |
| 12                | Sergey Makarov      | Rússia        | 77.73   | 78.76   | 78.05   |         |         |         | 78.76     |       |

Legenda
| Recorde mundial       | Recorde mundial (World record)               |                       | Recorde africano                      | Recorde africano (African) |                                           | Q | Classificado por posição (Qualified) |
| Recorde do campeonato | Recorde do campeonato (Championship record)  | Recorde da América    | Recorde da América (Americas)         | q                          | Classificado por melhor tempo (Qualified) |   |                                      |
| Melhor marca do ano   | Melhor marca do ano (World leading)          | Recorde asiático      | Recorde asiático (Asian)              | DNS                        | Não largou (Did not start)                |   |                                      |
| Recorde nacional      | Recorde nacional (National record)           | Recorde europeu       | Recorde europeu (European)            | DNF                        | Não terminou (Did not finish)             |   |                                      |
| Recorde pessoal       | Recorde pessoal do atleta (Personal best)    | Recorde da Oceania    | Recorde da Oceania (Oceania)          | DSQ / DQ                   | Desclassificado (Disqualified)            |   |                                      |
| Recorde da temporada  | Recorde da temporada do atleta (Season best) | Recorde sul-americano | Recorde sul-americano (South America) | NM                         | Sem marca (No mark)                       |   |                                      |